# Podokaliksyna

Schemat bariery filtracyjnej kłębuszka nerkowego.

Podokaliksyna – rodzaj sialoproteiny, wchodzącej w skład glikokaliksu pokrywającego podocyty. Należy do rodziny białek transbłonowych CD35. Jest silnym polianionem, dzięki czemu nadaje elektryczny ładunek ujemny części luminalnej wypustki stopowatej podocytu i sprawia, że  cząsteczki o ładunku ujemnym, np. albuminy, nie są przepuszczalne przez barierę filtracyjną kłębuszka nerkowego.

## Budowa i funkcje
Występuje wyłącznie w szczytowej części podocytu. Podokaliksyna wraz z czynnikiem regulującym wymianę sodowo-wodorową (NHERF, z ang. sodium-hydrogen exchanger regulatory factor) i ezryna tworzą kompleks, który reaguje z aktyną cytoszkieletu, przez co wpływa na strukturę wypustek stopowatych i na selektywną przepuszczalność bariery filtracyjnej.   
Ponadto ma właściwości przeciwadhezyjne  i zapobiega  zlepianiu  się wypustek stopowatych, dzięki czemu zapewnia otwarcie błon szczelinowych. W modelu doświadczalnym interakcję pomiędzy składnikami kompleksu zaburzano poprzez podanie szczurom aminonukleozydu puromycyny, co powodowało znaczny ubytkiem wyrostków stopowatych. U myszy z brakiem genu podokaliksyny, mimo obecności podocytów, nie dochodzi do formowania wypustek stopowatych i błon szczelinowych. W zamian tworzą się kompleksy komórkowe z połączeniami o typie przylegania, przez co zmniejszeniu ulega powierzchnia filtracyjna kłębuszka i obserwuje się obniżone wytwarzanie moczu. U ludzi mutacja w genie podookaliksyny jest związany z nefropatią o przebiegu ciężkiego zespołu nerczycowym. 

## Występowanie
Ekspresję zidentyfikowanej początkowo w podocytach podokaliksyny wykazują również komórki śródbłonka, płytki krwi, komórki mezotelium oraz niektóre populacje neuronów. Występuje ona również w nowotworach złośliwych: w guzach nienasieniakowych jądra (rak zarodkowy), w raku piersi, prostaty, trzustki, raku wątrobowokomórkowym, guzie Wilmsa oraz w złośliwych nowotworach układu hemopoetycznego.